# Titáni (Corinthe)
Titáni (en grec moderne : Τιτάνη) est un village du dème des Sicyoniens, dans le district régional de Corinthie, en Grèce.

## Toponymie
Le village se nomme Βοϊβοντά / Voïvondá (en grec moderne) jusqu'en 1927, avant d'être rebaptisé Τιτάνη / Titáni.

## Histoire
Dans l'Antiquité, la ville de Titanè fait partie de la cité de Sicyone.

## Population et société
Selon le recensement de 2011, la population du village s'élève à 216 habitants.